# Мервиль, Люк
Люк Мерви́ль (фр. Luck Mervil, настоящее имя Лакнерсон Мервиль, фр. Lucknerson Mervil; род. 20 октября 1967, Порт-о-Пренс, Гаити) — канадский актер и автор-исполнитель гаитянского происхождения. Известен своими политическими взглядами, поддержкой движения за независимость Квебека. В 2005 году был награждён званием «Патриот года».
В России наиболее известен по роли Клопена в мюзикле «Нотр-Дам де Пари» 1998 года.

## Дискография
- 1993 : RudeLuck
- 1995 : Two
- 1997 : Aller Simple
- 1998 : Pour le Meilleur et pour le Pire
- 2000 : Luck Mervil
- 2003 : Soul
- 2009 : Ti peyi a

## Фильмография

### Кино
- 2001: Betty Fisher et autres histoires (Похищение для Бетти Фишер) в роли Франсуа Дембеля (François Diembele)
- 2002: Book of Eve (Книга Евы) в роли таксиста
- 2004: Le Goût des jeunes filles (композитор и актер)
- 2004: C’est pas moi, c’est l’autre в роли Дедонне (Dieudonné)

### Работа на телевидении
- 1997: Sauve qui peut! (сериал) в роли Кристофера Этьена (Christopher Étienne)
- 1998: Мюзикл Нотр-Дам де Пари (оригинальный состав) в роли Клопена
- Piment Fort
- 2002: The Mess Age (английская версия, запись в Монтреале)[5]
- 2003: MixMania (VRAK.TV)

### Награды
- World Music Award в номинации «Самый продаваемый французский исполнитель»